# Changer l'eau des fleurs
Pour plus de détails, voir Fiche technique et Distribution.
Changer l'eau des fleurs est un film franco-italien réalisé par Jean-Pierre Jeunet et dont la sortie est prévue en 2026. Il s'agit d'une adaptation du roman du même nom de Valérie Perrin.

## Synopsis
Violette Toussaint est gardienne du cimetière d'une petite ville de Bourgogne. Chaque jour, elle apporte sa bienveillance, son écoute et du réconfort aux visiteurs des lieux. Un jour, elle fait la connaissance de Julien Seul, un policier. Ce dernier est venu déposer les cendres de sa mère sur la tombe de l'homme dont elle était amoureuse. Alors que Violette est touchée par cette histoire, Julien est intrigué par Violette et son passé complexe sur lequel il va peu à peu enquêter. En effet, son mari est mystérieusement disparu.

## Fiche technique
Sauf indication contraire, les informations mentionnées dans cette section peuvent être confirmées par les bases de données cinématographiques IMDb et Allociné,  présentes dans la section « Liens externes ».
- Titre original : Changer l'eau des fleurs
- Réalisation : Jean-Pierre Jeunet
- Scénario : Jean-Pierre Jeunet et Guillaume Laurant, d'après le roman Changer l'eau des fleurs de Valérie Perrin
- Musique : N/A
- Décors : Aline Bonetto
- Costumes : Madeline Fontaine
- Photographie : Thomas Hardmeier
- Montage : Hervé Schneid
- Production : Jean-Pierre Jeunet

Producteurs délégués : Jean-Marc Deschamps et Benjamin Hess
- Sociétés de production : 2425 Films, Canal+, Netflix, Palomar et Studiocanal
- Société de distribution : Studiocanal (France)
- Budget : N/A
- Pays de production :  France et  Italie
- Langue originale : français
- Format : couleur
- Genre : drame
- Date de sortie[1] : 2026 Date sujette à modification

## Distribution
- Leïla Bekhti : Violette
- Matthias Schoenaerts
- Alban Lenoir
- Dominique Pinon
- Melvil Poupaud
- Anouk Grinberg
- Philippe Uchan
- Clotilde Mollet
- Sergio Castellito
- Claire Nadeau
- Bruno Lochet
- Natacha Lindinger
- Philippe Rebbot

## Production

### Genèse et développement
Après avoir un temps été annoncé sur une adaptation cinématographique de Des diables et des saints de Jean-Baptiste Andrea, il est confirmé en janvier 2025 que Jean-Pierre Jeunet va finalement adapter le roman Changer l'eau des fleurs de Valérie Perrin, publié en 2018. L'auteure se dit ravie du projet : « Nos univers sont extrêmement proches. Un long dimanche de fiançailles m'a beaucoup influencée dans mon travail, notamment pour mon premier roman Les Oubliés du dimanche. »
Jean-Pierre Jeunet cite comme influence principale le film russe Quand passent les cigognes (1957) de Mikhaïl Kalatozov.

### Attribution des rôles
Dès l'annonce du projet en janvier 2025, Leïla Bekhti est confirmée dans le rôle principal (Jean-Pierre Jeunet affirme l'avoir choisie avoir l'avoir vue dans l’émission Hot Ones). Fidèle collaborateur du réalisateur,  Dominique Pinon est également confirmé.
En mai 2025, le reste de la distribution principale est annoncée : Matthias Schoenaerts, Melvil Poupaud, Alban Lenoir, Anouk Grinberg et Sergio Castellitto.

### Tournage
Le tournage débute le 5 mai 2025. Les prises de vues doivent durer 13 semaines. Le tournage a lieu à Paris et en Île-de-France, en Bourgogne, dans le Midi et Rome,. L'équipe utilise notamment le cimetière de la Maladière à Autun. Quelques scènes sont également tournées à Rozerotte dans le département des Vosges.